# Grotta di Nereo
La grotta di Nereo è la grotta marina sommersa più grande del Mediterraneo. Si trova nel nord-ovest della Sardegna, sotto il massiccio calcareo di capo Caccia all'interno dell'AMP Capo Caccia, a ca 200 metri dalla grotta di Nettuno e a pochi chilometri da Alghero.

## Scoperta
Particolare polemica ha assunto il merito della scoperta di questa grotta. Poiché per la sua vastità e per le molteplici aperture con i due  ingressi principali ben distanti fra loro e per le ovvie carenze di mezzi e di conoscenze esplorative dell'epoca, il sito è stato così scoperto diverse volte nel 1957 dai primi subacquei attrezzati con ARA (autorespiratore ad aria) che frequentavano la zona. Da articoli pubblicati su Mondo Sommerso una scoperta è attribuibile ai corallari Claudio Ripa, Ennio Falco e Alberto Novelli, molto conosciuti per aver effettuato i primi record mondiali di immersione ed essere stati tra i primi campioni di pesca subacquea, ed un'altra da Mario Musu, conosciuto subacqueo locale [l'unico che entrato per primo nel 1959 ad aver purtroppo staccato il bellissimo corallo dalla volta della grotta (250Kg)] !, tutti accomunati dal fatto che recuperavano i proiettili abbandonati alla fine della seconda guerra mondiale mentre erano in cerca di corallo rosso.

## Il nome mitologico
Per le varie numerose grotte che venivano man mano scoperte nei fondali di Alghero, venne  deciso di dare il nome di Nereo a questa grotta, essendo la più grande e maestosa del luogo, che poi si è accertato anche del Mediterraneo, poiché era la figura mitologica più adatta ed essendo il padre delle Nereidi, che come narrano i cantori ne ebbe 50. Questo anche seguendo la stessa filosofia che ha dato il nome alla famosa grotta di Nettuno, grotta di superficie situata a poche centinaia di metri. Si aveva così la possibilità di utilizzare molti nomi per cui grotta di Anfitrite, grotta Galatea, grotta di Euridice e così via, anche se poi i vari nomi vennero modificati in certi casi per associazione con altri fatti successivi, come la grotta di Anfitrite ora più conosciuta come grotta di Falco poiché in seguito venne collocata una targa dedicata a Ennio Falco il primo campione di immersione in apnea.

## Descrizione

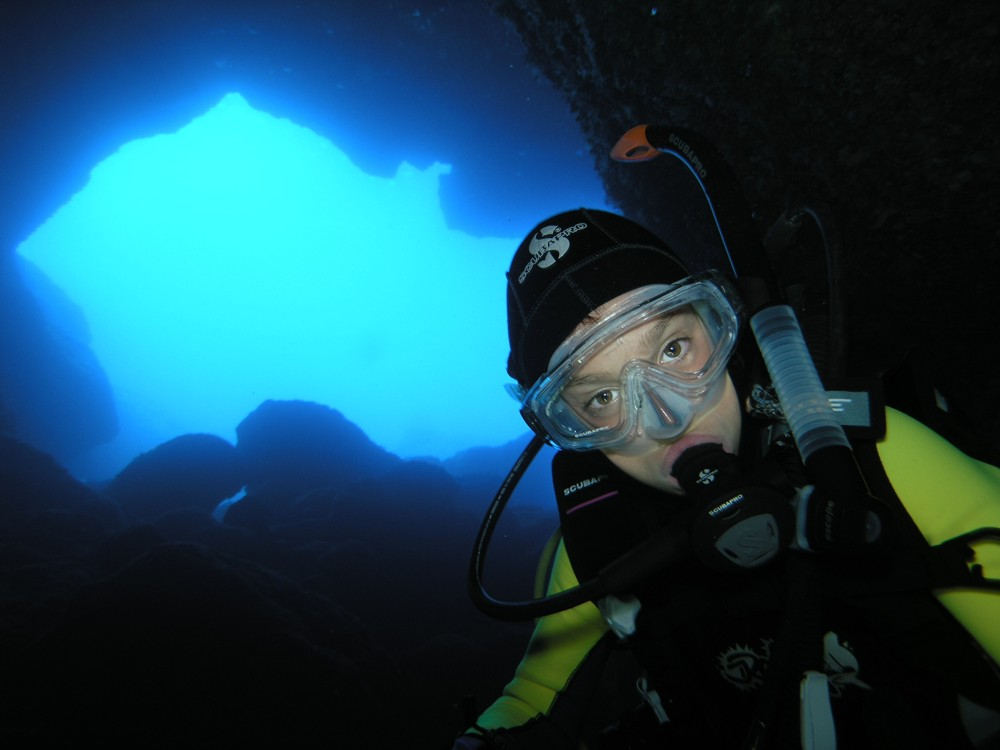
Un ingresso della grotta di Nereo

Per la sua grande vastità e spettacolarità abbinata alla facilità di accesso già a pochi metri di profondità nonché al grande numero di subacquei che vi si immergono ogni anno è considerato come uno dei santuari del mare e dei subacquei. 
Si estende per circa 300 metri di lunghezza ed ha percorsi e tunnel per circa 500 metri.  Ospita praticamente la più completa varietà di specie che è possibile osservare nel  Mediterraneo tra pesci, crostacei, spugne e coloratissima vita sessile. Grazie alle leggere correnti che si formano nei vari tunnel, e quindi al costante apporto di nutrimento, sulle sue volte e pareti la vita sessile incrostante è quindi molto rigogliosa con la presenza del pregiato corallo rosso e di spettacolari estensioni di Parazhoanthus (margherite di mare) e Leptopsammia. Inoltre si fanno ammirare grandi cernie, enormi gronghi, aragoste, astici, cicale, corvine, murene e tutte le specie più apprezzate dai subacquei. È quindi uno dei luoghi più adatti per effettuare riprese sia fotografiche che video ed ovviamente è la meta preferita di tanti subacquei da ogni parte del mondo.

## Galleria d'immagini

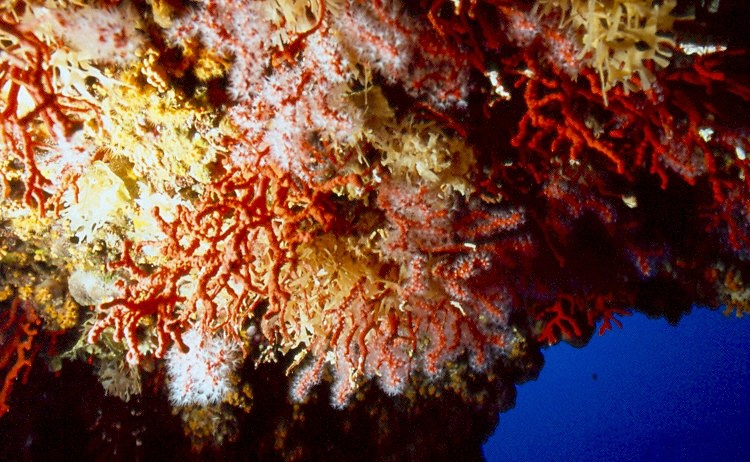
Corallium rubrum Corallo rosso in un soffitto della Grotta di Nereo
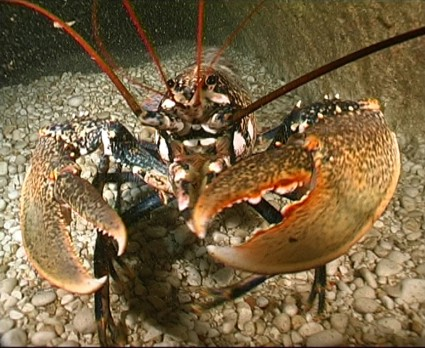
Homarus gammarus Astice nel tunnel profondo della grotta di Nereo
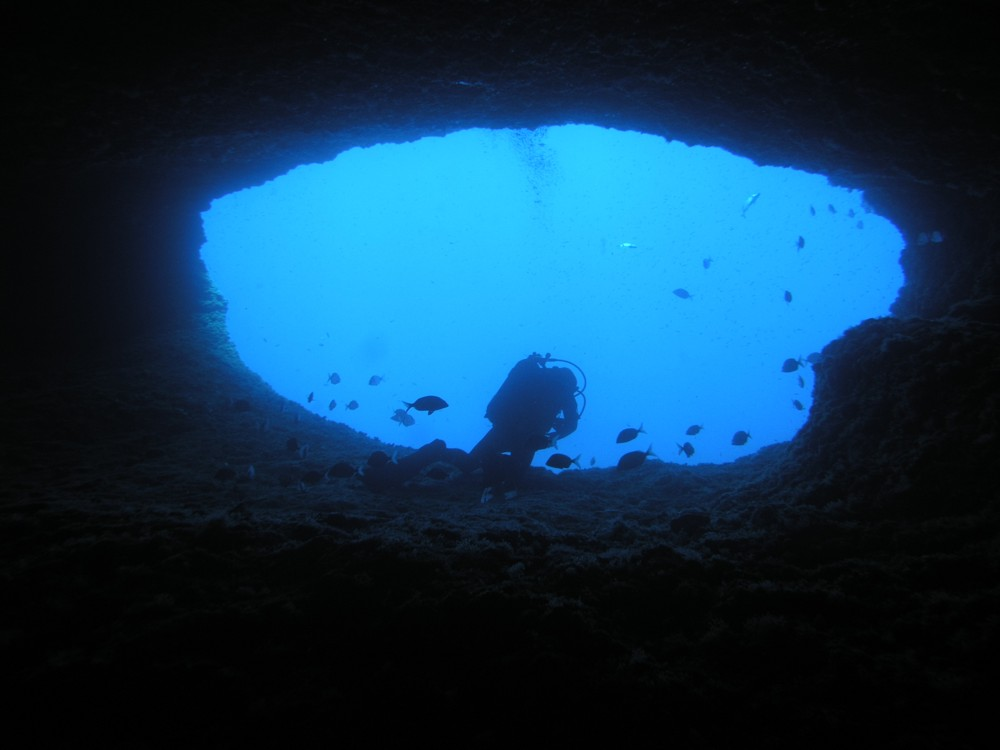
Il Belvedere, apertura superiore sud della grotta di Nereo